# Limpopo
|  | Aquest article tracta sobre sobre el riu africà. Si cerqueu la província de Sud-àfrica , vegeu «Província de Limpopo». |

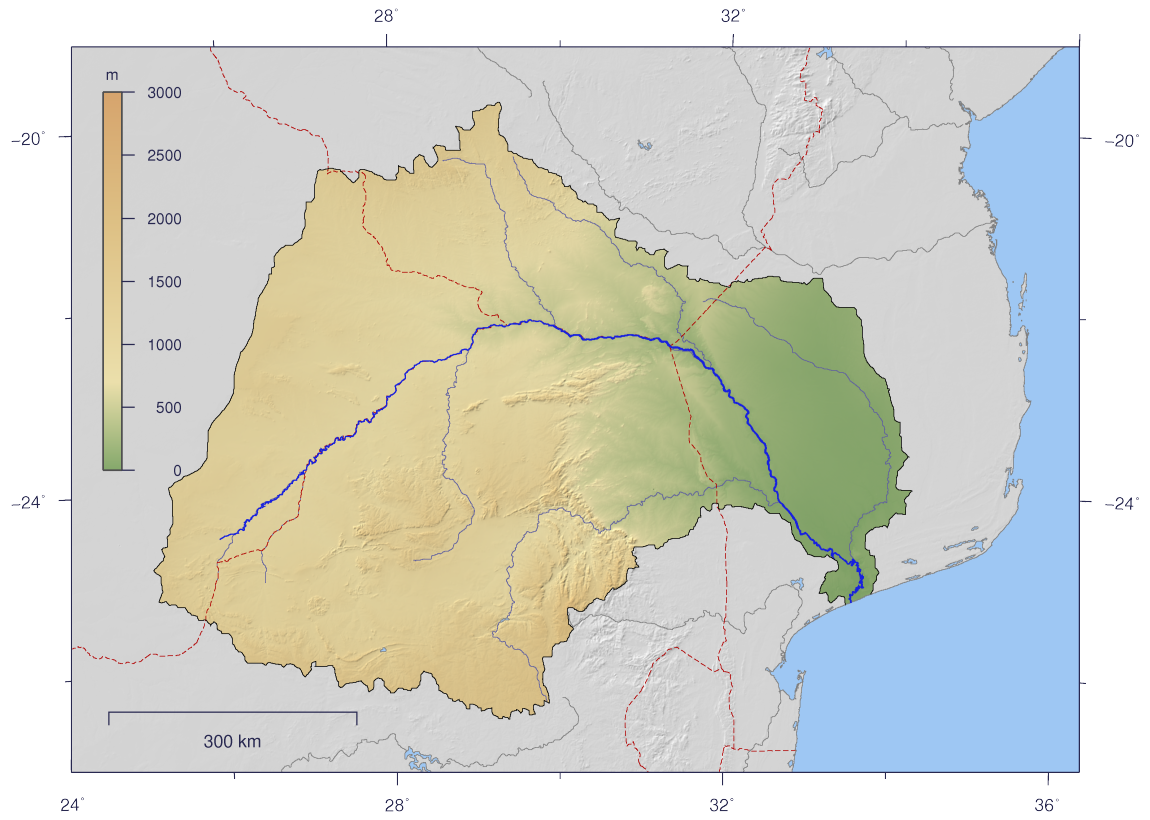
Mapa de la conca del Limpopo.

El Limpopo és un riu del sud de l'Àfrica. És el segon riu africà més llarg dels que desguassen a l'oceà Índic, només superat pel Zambesi. La seva longitud és de 1.750 km i la conca de 415.000 km². Desguassa una mitjana de 174.288 metres cúbics per segon.
Neix al Transvaal a Sud-àfrica i té un curs irregular en direcció nord per girar després a l'est formant la frontera entre Sud-àfrica i Botswana i Zimbàbue durant 640 km. Després entra en territori de Moçambic fins a desaiguar a l'oceà Índic prop de Xai-Xai, port construït just a la seva desembocadura.
El seu principal tributari és el riu Olifants o Elefant (Olifants River o Elephant River). Altres afluents són el Shashe, el Mzingwane i el Mwenezi. A Sud-àfrica el riu voreja el Kruger National Park.
Té un corrent variable segons les èpoques. A la part del Kalahari la conca s'asseca i el riu només corre uns 40 dies l'any, però a mesura que avança, i especialment al massís de Waterber, rep afluents i pluja, i augmenta el cabal. A Moçambic es desborda algunes vegades i el febrer del 2000 va provocar les catastròfiques inundacions que tant de mal van causar al país.
El primer europeu que va albirar el riu va ser Vasco da Gama, que va fondejar a la seva desembocadura el 1498 i el va batejar com el riu Espirito Santo. No obstant això, la regió està habitada des de molt antigament, ja que s'hi han trobat restes d'Australopithecus de 3,5 milions d'anys. El seu curs inferior va ser explorat per St. Vincent Whitshed Erskine el 1868–69, i el capità J.F. Elton va viatjar pel seu curs mitjà el 1870.
L'àrea de drenatge del riu Limpopo ha disminuït amb el temps geològic. Fins a l'època del Pliocè superior o del Plistocè, el curs superior del riu Zambezi desaiguava al riu Limpopo. El canvi de la divisòria d'aigües és el resultat del moviment epeirogènic que va elevar la superfície al nord de l'actual riu Limpopo, desviant les aigües cap al riu Zambezi.

## Curs
El riu flueix en un gran arc, primer fent ziga-zagues cap al nord i després cap al nord-est, en acabat girant cap a l'est i finalment cap al sud-est. Serveix de frontera durant uns 640 km, que separa Sud-àfrica al sud-est de Botswana al nord-oest i Zimbabwe al nord. A la confluència del riu Marico i el riu Cocodril, el nom es converteix en el riu Limpopo. Hi ha uns quants ràpids quan el riu cau de l'escarpa interior de l'Àfrica Austral.
El riu Notwane és un important afluent del Limpopo, que neix a la vora del desert de Kalahari a Botswana i flueix en direcció nord-est. El principal afluent del Limpopo, el riu Olifants (riu Elephant), aporta uns 1.233 milions de m³ d'aigua per any. Altres afluents rellevants són el riu Shashe, el riu Mzingwane, el riu Cocodril, el riu Mwenezi i el riu Luvuvhu.
Al nord-est de Sud-àfrica, el riu limita amb el Parc Nacional Kruger. La ciutat portuària de Xai-Xai, Moçambic, es troba al riu prop de la desembocadura. Per sota dels Olifants, el riu és navegable fins al mar, tot i que un banc de sorra impedeix l'accés de grans vaixells excepte amb la marea alta.

## Afluents
L'afluent principal és el riu Olifants (o Lletava, el riu dels Elefants), amb 560 km de longitud i una conca de 54.570 km². La ciutat portuària de Xai-xai (Moçambic) està prop de la desembocadura del riu a l'Oceà Índic. Des de l'Olifants, el riu és permanentment navegable fins al mar, encara que hi ha bancs de sorra que obstrueixen l'accés dels vaixells grans excepte amb marea alta.
Altres afluents importants són, en direcció aigües avall, els rius Crocodile (350 km i amb una conca de 29.572 km²), Notwane (270 km i una conca de 18.053 km²) , Mogalakwena (310 km i una conca de 19.195 km²), Motlouse (310 km i una conca de 19.058 km²), Shashe (300 km i una conca de 18.991 km²), Mzingwane (190 km i una conca de 15.695 km²), Sand (350 km i una conca de 15.630 km²), Bubi (320 km i amb una conca de 8.619 km²), Luvuhu (255 km i una conca de 4.826 km²), Mwenezi (310 km i una conca de 14.759 km²), Olifants, Mokolo (230 km i una conca de 8.387 km²) i Changane (510 km i una conca de 65.570 km²).
| Mà esquerra | Mà dreta |
| --- | --- |
| - Riu Notwane - Riu Bonwapitse - Riu Mahalapswe - Riu Lotsane - Riu Motloutse - Riu Shashe - Riu Umzingwani - Riu Bubi - Riu Mwenezi - Riu Changane | - Riu Marico - Riu Cocodril - Riu Matlabas - Riu Mokolo - Riu Palala - Riu Mogalakwena - Riu Kolope - Riu Sorra - Riu Nwanedi - Riu Luvuvhu - Riu Olifants |

## Característiques de la conca

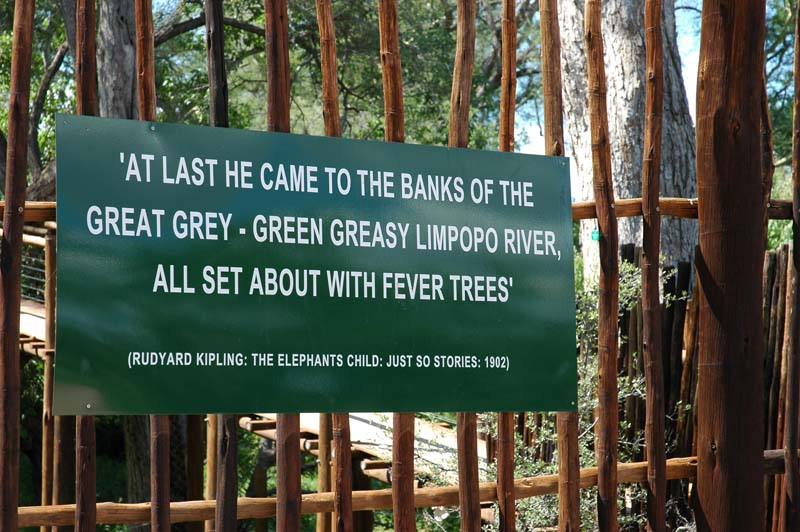
Senyal al mirador del riu Limpopo al parc nacional de Mapungubwe, Sud-àfrica, amb una cita de Rudyard Kipling

Les aigües del Limpopo flueixen lentament, amb un contingut considerable de llim. La caracterització del riu de Rudyard Kipling com el «gran riu Limpopo gris verd i greixós, tot ple d'acàcia d'escorça groga», on habita la «serp de roca pitó bicolor» a Just So Stories és adequada. Les pluges són estacionals i poc fiables: en anys secs, les parts altes del riu flueixen durant 40 dies o menys. La part superior de la conca de drenatge, al desert de Kalahari, és àrida, però les condicions es tornen menys àrides més avall al següent desguàs, el massís de Waterberg, un Bioma de bosc semicaducifoli i població humana de baixa densitat. Les fèrtils terres baixes sostenen una població més densa i uns 14 milions de persones viuen a la conca del Limpopo. Les inundacions durant l'època de pluges són un problema ocasional al tram baix. Durant el febrer de 2000, les fortes pluges durant el pas d'un cicló van provocar la catastròfica inundació de Moçambic de l'any 2000.
La concentració més alta d'hipopòtams al riu Limpopo es troba entre els rius Mokolo i Mogalakwena. Hi ha molta activitat minera a la conca del riu Limpopo amb unes 1.900 mines en funcionament, sense comptar unes 1.700 mines abandonades.

## Història
La zona del riu Limpopo ha estat habitada des de temps immemorials: els llocs de la vall de Makapans prop de Mokopane contenen fòssils d'Australopitec de fa 3,5 milions d'anys.
A la zona de les valles properes al riu va desenvolupar-se el Regne de Mapungubwe, des del 1050 dC fins al 1270 dC, en la mateix època que Europa travessava una fosca època, o per exemple, lluitava contra Genghis Khan. La cort reial de Mapungubwe a Limpopo, acollia comerciants i homes d'influència d'Aràbia i de l'Extrem Orient. Hi ha proves que indiquen que una mini edat de gel va destruir l'àrea dels seus recursos, destruint posteriorment el regne. Poc després de la desaparició de Mapungubwe, la ciutat fortificada de Zimbabwe (capital de l'Imperi Monomotapa) es va alçar a l'est.
Vasco da Gama, en la seva primera expedició, va ser probablement un dels primers europeus a albirar el riu, quan va fondejar a la desembocadura el 1498. St. Vincent Whitshed Erskine, més tard agrimensor general de Sud-àfrica, va viatjar a la desembocadura del riu el 1868–69.

### Curiositats
Un tauró Zambezi va ser capturat centenars de quilòmetres riu amunt a la confluència dels rius Limpopo i Luvuvhu el juliol de 1950. Els taurons de Zambezi toleren l'aigua dolça i poden viatjar molt amunt del Limpopo. El 2013, aproximadament 15.000 cocodrils del Nil van ser alliberats accidentalment al riu des de les portes d'inundació de la propera granja de cocodrils de Rakwena.
El riu Limpopo va ser immortalitzat en el conte El nen de l'elefant per l'autor britànic Rudyard Kipling, a Tan sols històries, on és descrit com «el gran Riu de Limpopo gris verd, greixós, tot envoltat per arbres de la febre», on mora la «serp pitó de roca bicolor»

## Parcs nacionals

Mapa del Parc Transfronterer del Gran Limpopo.

El Parc Nacional de Limpopo es troba entre Limpopo i la frontera amb Sud-àfrica, en territori moçambiquès. Administrativament està dividit entre el districte de Chicualacuala (6,400 quilometres quadrats (2,500 sq mi)), el districte de Massingir (2,100 quilometres quadrats (810 sq mi)), i el districte de Mabalane (1,500 quilometres quadrats (580 sq mi)).
A la vegada, el Parc Nacional de Limpopo, forma part del Parc transfronterer del Gran Limpopo, actualment en construcció, que estarà situat majoritàriament a la conca del Limpopo. És una Àrea protegida transfronterera, que es troba en procés de formació. Unirà el Parc de Limpopo (abans conegut com a Coutada 16) a Moçambic, el Parc Nacional Kruger a Sud-àfrica, el Parc Nacional de Gonarezhou, Manjinji Pa Santuari i l'àrea de Safari de Malipati a Zimbàbue, així com l'àrea entre els parcs nacionals de Kruger i de Gonarezhou, les terres comunals de Sengwe a Zimbàbue i la regió Makuleke a Sud-àfrica.

## Galeria

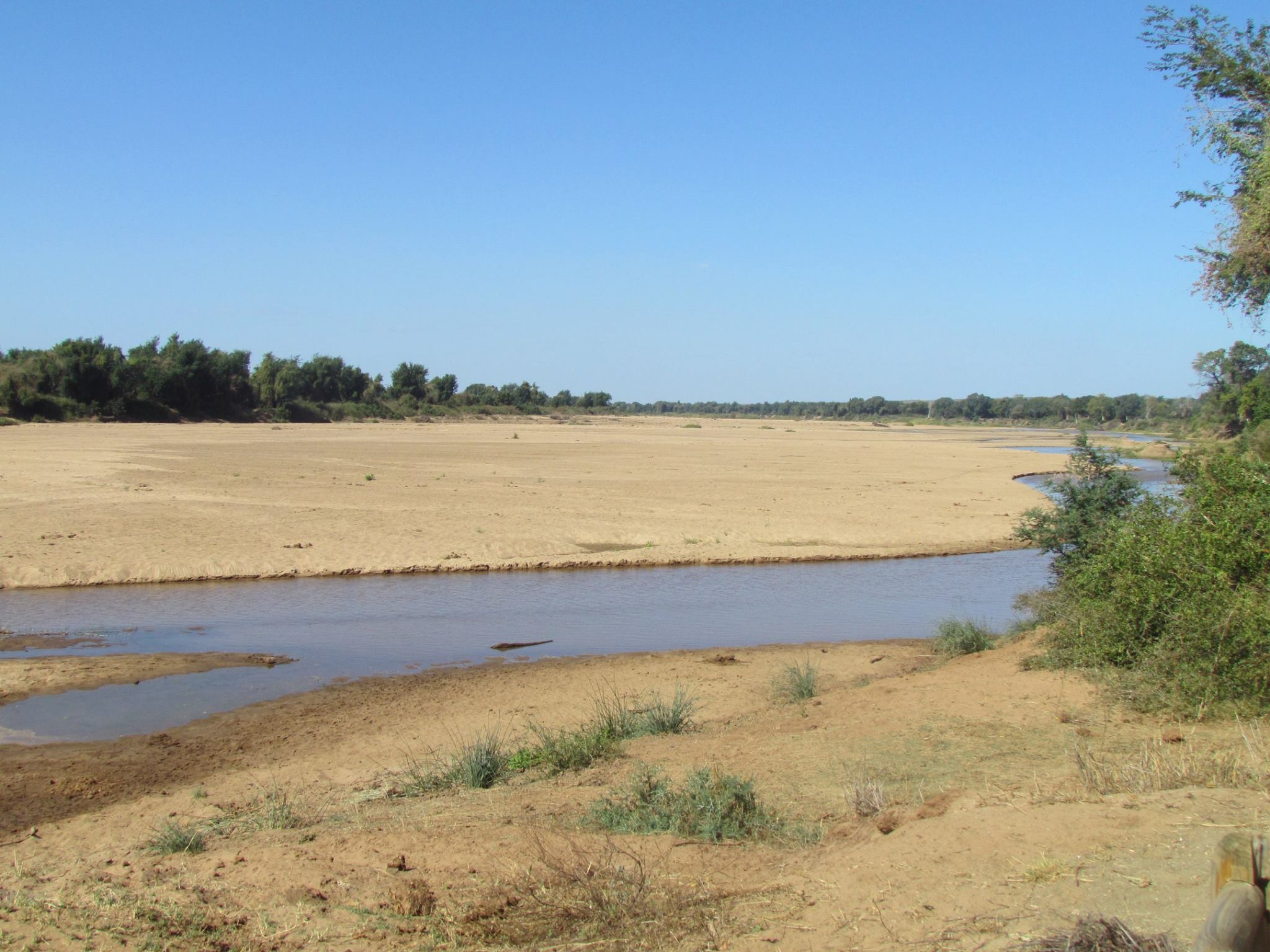
El riu vist des de Crook's Corner al Parc Nacional Kruger, Sud-àfrica. Just davant del riu hi ha Moçambic. A l'altra banda del riu hi ha Zimbabwe.
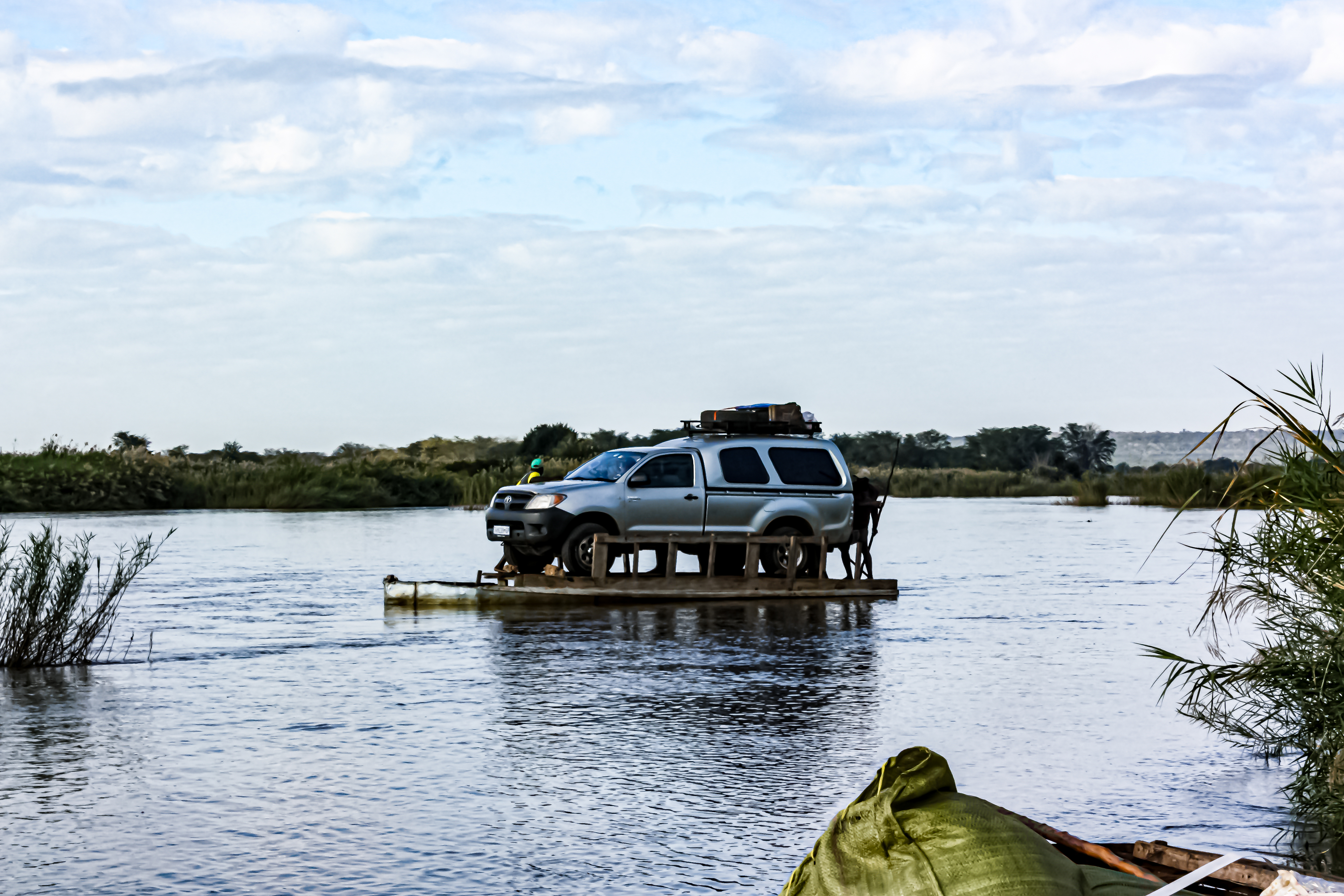
Travessant Limpopo a Moçambic